# Fritz Engelke
Friedrich Gerhard Engelke (* 24. Februar 1878 in Schleswig; † 5. Mai 1956 in Schwerin) war ein deutscher lutherischer Theologe und 1934/35 „Reichsvikar der Deutschen Evangelischen Kirche“.

## Leben
Engelke studierte evangelische Theologie und wurde zum Doktor der Theologie promoviert. Die Evangelisch-Lutherische Kirche im Hamburgischen Staate ordinierte ihn zum Pastor und 1925 wurde er zum Vorsteher des Rauhen Hauses in Hamburg-Horn ernannt.
Von Reichsbischof Ludwig Müller wurde er im Februar 1934 zunächst als lutherischer Vertreter in das Geistliche Ministerium und dann am 12. September 1934 in das neu geschaffene Amt des „Vikars der Deutschen Evangelischen Kirche“ berufen. In dieser Eigenschaft führte er am 21. September 1934 gemeinsam mit Julius Kühlewein im Berliner Dom Müller in sein Amt als Reichsbischof ein.
Nach dem Ende der Reichskirchenregierung durch die Ernennung von Hanns Kerrl zum Reichskirchenminister wurde Engelke 1937 Nachfolger des von Gauleiter Friedrich Hildebrandt in den zwangsweisen Ruhestand versetzten Rostocker Professors für Praktische Theologie Helmuth Schreiner, der alle Ämter aufgeben musste. Im Jahre 1939 wurde Engelke Mitarbeiter am Institut zur Erforschung und Beseitigung des jüdischen Einflusses auf das deutsche kirchliche Leben.
Nach 1945 wirkte er als Pastor der Evangelisch-Lutherischen Landeskirche Mecklenburgs in Schwerin. Ab 1950 vertrat er den im Gulag Workuta inhaftierten Aurel von Jüchen an der Kirche St. Nikolai (Schelfkirche) Schwerin.

## Werke
- Wider das knechtische Ich!; Barmen: Eichenkreuz-Verlag des Reichsverbandes der Evangelischen Jungmännerbünde Deutschlands, o. J.
- Der Brief des Paulus an die Römer; Berlin-Dahlem: Burckhardthaus-Verlag, 1921 (19222)
- Das Blaue Kreuz im Dienst der werbenden Seelsorge; Herford: Blau-Kreuz-Buchhandlung, 1925
- Gesetz und Evangelium in der Inneren Mission; Hamburg: Agentur des Rauhen Hauses, 1927
- Der Brief des Paulus an die Galater und an uns; Hamburg: Agentur des Rauhen Hauses, 1928 (19342)
- Der Brief des Paulus an die Römer und an uns; Hamburg: Agentur des Rauhen Hauses, 1928
- Frei vom Gesetz; Hamburg: Agentur des Rauhen Hauses, 1928
- Jesu Art und unsere Art; Hamburg: Agentur des Rauhen Hauses, 1930
- Hinein in das Leben; Hamburg: Agentur des Rauhen Hauses, 1930
- Christus war nicht Ja und Nein; Berlin: Neuland-Verlag, 1931
- Konfirmation oder Jugendweihe? Hamburg: Agentur des Rauhen Hauses, 1931
- Christentum deutsch; Hamburg: Agentur des Rauhen Hauses, 1933
- Ein Mann aus dem Volk im Dienst für das Volk! Hamburg: Rauhes Haus, 1933
- Gottes Offenbarung in der Geschichte; Halle: Waisenhaus, 1934
- Die innere Haltung der Bekenntnisfront; Bremen: Hauschild, 1935
- Der Brief an die Epheser; Bremen: Kommende Kirche, 1940
- Der Brief an die Philipper; Bremen: Kommende Kirche, 1940
- Der 1. und 2. Brief an die Korinther; Bremen: Kommende Kirche, 1941
- Ein zweiter Brief aus der Gefangenschaft; Marburg (Lahn): Francke’sche Buchhandlung, 1956

### Nachlass
Der schriftliche Nachlass Engelkes befindet sich im Landeskirchlichen Archiv Schwerin.